# Kenkichi Andō
Kenkichi Andō (jap. 安藤 謙吉 Andō Kenkichi; ur. 30 maja 1950 w Ena) – japoński sztangista. Brązowy medalista olimpijski z Montrealu.
Zawody w 1976 były jego drugimi igrzyskami olimpijskimi, debiutował cztery lata wcześniej. Zajął trzecie miejsce w wadze do 56 kilogramów. Kenkichi Ando wywalczył jednocześnie medal mistrzostw świata. Był także wicemistrzem świata w 1971, brązowym medalista tej imprezy w 1978. Zdobył złoto igrzysk azjatyckich w 1974 oraz srebro w 1970. 